# Organització de Consumidors i Usuaris
L'Organització de Consumidors i Usuaris (oficialment en castellà, Organización de Consumidores y Usuarios) o abreujat OCU és una de les principals organitzacions de consumidors espanyoles i una de les més consultades pels mitjans de comunicació. Junt amb altres associacions independents de consumidors de Bèlgica, Itàlia i Portugal, l'OCU forma part de l'estructura Euroconsumers (Consumidors Europeus), un grup europeu d'organitzacions de consumidors fundada el 1990. Actualment, Euroconsumers agrupa a més d'un milió i mig de consumidors i publica 32 revistes d'informació al consumidor, en cinc llengües diferents.
Segons les dades publicades en la Memòria 2007 de la mateixa organització, l'OCU comptava a finals de 2007 amb 307.696 socis, repartits per tot Espanya.

## Història

### Inicis
L'assemblea fundacional de l'OCU va tenir lloc el 30 de juny de 1975, si bé no serà fins al 6 de desembre d'aquell mateix any quan és formalment legalitzada com a associació privada sense finals de lucre, regulada per la Llei d'Associacions. Actualment es troba inscrita en el Registre d'Associacions del Ministeri de l'Interior i en el Registre d'Associacions de consumidors i usuaris que gestiona l'Institut Nacional del Consum. En 1978 va entrar a formar part de l'Associació Europea de Consumidors, a més d'integrar-se com a membre de ple dret a Consumers International.

### Unes actuacions destacades
El primer gran frau alimentari destapat per aquesta organització va ser el 1991. Segons la seva revista estrella OCU Compra Mestra la carn venuda en forma d'hamburgueses per algunes cadenes de menjar ràpid era de qualitat molt baixa. Un any després una de les cadenes que van sortir pitjor parades de l'estudi i que va amenaçar de querellar-se, la nord-americana Wendy, va desaparèixer com a tal a Espanya. El 1994 l'acusació per calúmnia va ser desestimada pel tribunal.
A finals de la dècada va treure a la mateixa publicació un informe sobre el frau d'algunes gasolineres que canviaven els comptadors per servir menys combustible de l'indicat. Novament els mitjans de comunicació es van fer ressò del descobriment i diverses comunitats autònomes van canviar les inspeccions i van precintar els sortidors per no poder ser manipulats pels propietaris de les estacions de servei. La petroliera Repsol va anunciar que no renovaria el contracte amb diverses estacions de servei implicades al frau.
A començaments de 2006 l'organització va publicar un informe sobre l'aigua potable de les capitals de província espanyoles, informant dels índexs de contaminació trobats i mostrant que algunes aigües, com les d'Àvila, no era aptes per al consum humà. Els batlles de les ciutats més mal valorades a aquest informe van fer una reunió per estudiar possibles actuacions legals contra l'organització. A finals de març de 2009 encara no es té constància que s'hagi presentat cap denúncia.

## Publicacions
La seva revista és OCU Compra Maestra on publiquen comparatives de productes indicant quin o quins d'ells optimitzen la relació qualitat preu (la seva Compra Maestra). A més aporta informació sobre etiquetatge, legislació i casos presentats pels seus socis. A més a les taules comparatives també especifiquen quin és el millor producte de l'anàlisi, i també el més econòmic tenint en compte l'esmentada relació qualitat-preu.
Altres revistes de són OCU Salud, Dinero Quince per a petits inversors i Dinero & Derechos, amb informació sobre productes bancaris, tràmits davant de l'administració, informes d'eficàcia, etc. També publica Dinero & Fondos, Suplemento de Acciones (suplement de Dinero Quince) i OCU Fincas y Casas, entre d'altres.